# Intervenção militar da Eritreia na Guerra do Tigré
A intervenção militar da Eritreia na Etiópia ocorre desde o início da Guerra do Tigray, em novembro de 2020, com o governo da Eritreia estando fortemente envolvido na guerra contra a Frente de Libertação do Povo Tigray em apoio ao governo etíope.

## Antecedentes
Durante a Guerra Civil Etíope (1974-1991), tanto a Frente de Libertação do Povo da Eritreia (FLPE) quanto a Frente de Libertação do Povo Tigray (FLPT) se aliaram, primeiro contra o Derg e depois contra a República Democrática Popular da Etiópia após 1987. Essas relações amistosas inicialmente continuaram depois que ambos venceram a guerra civil e a Eritreia conquistou sua independência da Etiópia - desta vez, dirigida por um governo de coalizão liderado pela Frente de Libertação do Povo Tigray chamado Frente Democrática Revolucionária Popular do Povo Etíope. No entanto, as relações logo começaram a se deteriorar significativamente devido a divergências sobre a localização exata da nova fronteira entre a Etiópia e a Eritreia, culminando em uma guerra em grande escala entre os dois países, no qual ambos se envolveram em violações dos direitos humanos, incluindo estupro, tortura, espancamento, internamento e expulsão forçada de civis.
Em 12 de dezembro de 2000, o Acordo de Argel entre a Etiópia e a Eritreia foi assinado, marcando o fim oficial das principais hostilidades. Entre outras condições, o tratado também estabeleceu uma comissão independente para determinar a localização exata da fronteira. Em 2002, o Tribunal Permanente de Arbitragem concedeu pequenas porções de território a ambos os países; também determinou-se, no entanto, que Badme, uma cidade que estava no centro da disputa fronteiriça, pertencia à Eritreia (ao mesmo tempo em que concluiu, em uma decisão de 2005, que a Eritreia infringiu o direito internacional ao tentar tomar a cidade por meio de uma invasão).  Embora ambos os países tenham inicialmente concordado em respeitar este acordo, em 2003, a Etiópia o rejeitou, principalmente devido à decisão de Badme, e a Eritreia não estava interessada em uma renegociação.
As relações entre a Eritreia e a Etiópia liderada pela Frente de Libertação do Povo Tigray continuaram tensas como resultado desses desentendimentos, tornando-se um ponto de discórdia no conflito fronteiriço que se seguiu. Durante a década de 2000 e a maior parte da década de 2010, ambos os países se envolveram em batalhas esporádicas e escaramuças de fronteira.  Alegadamente, também financiaram conflitos por procuração uns contra os outros em toda a região, incluindo insurgências em Afar, em Ogaden e na Somália. A Eritreia também é conhecida por ter usado a presença contínua da Etiópia em Badme como uma justificativa oficial para sua prática amplamente condenada de recrutamento indefinido, que ocorre desde a década de 1990. No momento em que o conflito chegou ao fim em 2018, as relações entre a Eritreia e a Frente de Libertação do Povo Tigray haviam sido ativamente hostis por cerca de vinte anos.

### Convergência de interesses com o novo governo etíope
Em 2 de abril de 2018, Abiy Ahmed foi empossado pelo parlamento como o novo primeiro-ministro da Etiópia, após a renúncia de Hailemariam Desalegn, que o fez na sequência de grandes protestos contra ele. Logo depois disso, a Etiópia anunciou a disposição de negociar um fim pacífico para o conflito fronteiriço, uma medida que surpreendeu tanto a Eritreia quanto observadores externos. Ainda assim, as negociações de paz avançaram e, três meses após o início do mandato de Abiy, o conflito terminou oficialmente com a cúpula de paz Eritreia-Etiópia; com isso, a Etiópia aceitou as reivindicações territoriais da Eritreia sobre Badme, e as relações diplomáticas foram restabelecidas pela primeira vez em décadas. Para muitos, essa cúpula foi amplamente celebrada e, em 2019, Abiy recebeu o Prêmio Nobel da Paz por esses esforços.
No entanto, muitos na região de Tigray, incluindo os residentes da própria Badme, criticaram fortemente esse movimento pela paz e viram nisso como uma traição ou uma "profanação" daqueles que morreram na guerra de 1998-2000. De acordo com a Reuters, uma autoridade local foi citada como tendo dito que, embora eles não fossem contra a paz com a Eritreia, também "não querem a paz entregando esta terra depois de todo o sacrifício". A população de Badme não foi informada sobre os planos do governo para fazer isso. A Frente de Libertação do Povo Tigray condenou as iniciativas de paz, dizendo que foram feitas às pressas, tinham "falhas fundamentais" e também alegou que foi decidida sem consultar seus membros de longa data.
Houve alguma especulação sobre as possíveis razões pelas quais as relações entre a Eritreia e a Etiópia mudaram tão significativamente para a cooperação. Entre alguns analistas, foi sugerido que isso se deve a uma animosidade comum em relação a Frente de Libertação do Povo Tigray mantida pela Eritreia, bem como por oficiais etíopes não tigrínios que se ressentiram do domínio da Frente de Libertação do Povo Tigray na política etíope desde 1991. Enquanto as relações com a Etiópia estavam em processo de normalização, o presidente da Eritreia, Isaias Afwerki, criticou fortemente a Frente de Libertação do Povo Tigray, descrevendo-a como "abutres".

## Histórico

### 2020
Embora a confirmação oficial da Etiópia e da Eritreia não tenha ocorrido até março-abril de 2021, a Eritreia já era fortemente suspeita de estar envolvida na guerra desde o início. De acordo com a Frente de Libertação do Povo Tigray, uma de suas justificativas para atacar o Comando Norte Etíope no início de novembro de 2020 - o evento geralmente considerado como o início da guerra - foi "autodefesa preventiva" contra (o que alegaram ser) um vindouro ataque coordenado por forças eritreias e etíopes. A Eritreia enviava regularmente soldados para apoiar as forças do governo federal etíope contra a Frente de Libertação do Povo Tigray. Seu envolvimento tem implicações mais amplas, com a Eritreia explicitamente apoiando militarmente a Etiópia, uma grande mudança após duas décadas de relações diplomáticas hostis.
De 28 a 29 de novembro de 2020, testemunhas e sobreviventes, incluindo refugiados no Sudão, relataram que as Forças de Defesa da Eritreia realizaram o massacre de Axum que provocou entre 100 e 800 civis. Esses relatórios foram corroborados por várias agências de notícias e organizações de direitos humanos. O governo da Eritreia afirmou que estava irritado com o relatório da Anistia Internacional sobre o massacre, alegando que era "transparentemente pouco profissional" e "motivado politicamente", acusando a Anistia de fabricar evidências.

### 2021
A situação no terreno mudou drasticamente após uma campanha de guerrilha das Forças de Defesa do Tigray e, em fevereiro de 2021, o coordenador-chefe de esforços humanitários da ONU, Mark Lowcock, declarou que até 40% do Tigray não era controlado pelas tropas etíopes. Também disse que grande parte dessa área estava sob o controle de soldados eritreus perseguindo seus próprios objetivos, independentemente do comando etíope.
Os refugiados disseram ao Vice World News que a Eritreia estava no controle de partes da zona norte de Maekelay e provavelmente estendendo-se para além da zona. Diferentes refugiados disseram a Vice que os eritreus não apenas cruzaram as áreas fronteiriças, mas também assumiram o controle do território. Um refugiado de Maekelay disse: "Desde o início da guerra, não vimos um único soldado etíope. Apenas eritreus, eles ocupam as áreas rurais."
Os líderes tigrínios alegaram que as forças eritreias usam drones fabricados nos Emirados Árabes Unidos, o que foi um fator principal para a resistência das tropas de Tigray e sua reentrada em Mekelle em junho de 2021. Em 16 de junho de 2021, o embaixador etíope na ONU afirmou que as tropas eritreias em Tigray deveriam "partir definitivamente em breve",  mas a Eritreia continuaria enviando forças por muito tempo depois disso.

### 2022
Os combates diminuíram amplamente durante o primeiro período de cessar-fogo de março a agosto de 2022. 
O acordo de paz entre Etiópia e Tigré, assinado em novembro de 2022, estabeleceu um cessar-fogo permanente entre a Etiópia e Tigray, embora a Eritreia não fosse parte dele. As forças eritreias continuaram a lançar ataques contra os tigrínios ao longo de novembro e dezembro. Somente de 17 a 25 de novembro, a Eritreia teria destruído 241 casas e matado pelo menos 111 pessoas.

### 2023
Em 25 de maio de 2023, uma missão liderada pelo vice-chefe do Escritório das Nações Unidas para a Coordenação de Assuntos Humanitários da Etiópia, composta pelo Escritório das Nações Unidas para a Coordenação de Assuntos Humanitários, o Departamento das Nações Unidas para Segurança e Proteção, a Organização Mundial da Saúde e outras organizações não governamentais internacionais, foi proibida de entrar na aldeia de Gemhalo no woreda [distrito] de Tahtay Adiyabo pelas forças eritreias, de acordo com trabalhadores humanitários.
Tropas eritreias aliadas ao governo da Etiópia podem ter "cometido crimes de guerra e crimes contra a humanidade" em Tigray, estuprando, escravizando e executando civis por meses após a assinatura de um acordo de paz, de acordo com a Anistia Internacional.